# Szalamiszi csata
A szalamiszi csata a görög és a perzsa hajóhadak között i. e. 480-ban, a  szalamiszi tengerszorosban lezajlott tengeri ütközet, amely már a harmadik – egyben döntő – nagy görög–perzsa ütközet volt a marathóni és a thermopülai csata után.
A szalamiszi csata stratégiailag hatalmas jelentőségű volt, hiszen a perzsák győzelmük esetén nagyon közel kerülhettek volna a hőn áhított Athén elfoglalásához, a görögök sikere pedig nagy csapás lett volna a hódító Perzsa Birodalom számára. Nem meglepő tehát, hogy Xerxész, a perzsa király, nem bízta a véletlenre a csatát: 150 ezer fős sereggel és óriási hajóhaddal vágott neki a feladatnak. A görögök azonban tudták a marathóni csata után, mi ellenfelük gyenge pontja, így volt idejük felkészülni és komoly hadihajóflottát építeni.
A görögök hajói jóval kisebbek és gyorsabbak voltak, három evezősorral és döfőorral, míg a kétszeres túlerőben lévő perzsa hajók nagyok és lomhák.  Ezt a görögök is tudták, így egyetlen esélyük a győzelemre az volt, ha becsalogatják a perzsákat a szűk szalamiszi tengerszorosba. A perzsák óriási hibát követtek el azzal, hogy felvették a harcot: ha pusztán ott állomásoznak, és jelenlétükkel lekötik a görög hadat, egy kisebb részük partra tudott volna szállni a Peloponnészoszi-félszigeten, ami a perzsa hadjárat igazi célja volt. Ezzel szemben rátámadtak a görögökre, ami katasztrofálisan végződött.

## A perzsa-görög ellentétek kialakulása
A Kr. e. VI. század közepétől a perzsáktól való félelem rátelepedett a görögök életére. A Perzsa Birodalom megalapítója, Kürosz uralkodásának éveiben a perzsák feldúlták Asszíriát, valamint Babilóniát, végül pedig Iónia felé indultak meg csapataikkal (ekkoriban itt éltek az ión görögök, ez a terület a mai Törökország vidékének nyugati partvidéke volt). Itt esett el a Kroiszosz vezetése alá tartozó Lydia városa Kr. e. 546-ban, majd Kürosz jóvoltából később a többi ión, part menti városállam is perzsa kézre került. Kürosz haláláig a teljes kis-ázsiai területre kiterjesztette és megerősítette hatalmát, fia Kambüzész Egyiptomot is birodalmához csatolta, majd nyolc évnyi uralkodást követően i. e. 521-ben elhalálozott. Ekkor lépett a trónra Dareiosz, aki továbbtolta birodalma határait, egészen az Indus völgyéig. A távoli tartományokat a Szardeisztől, a Perzsa-öböltől Szúszáig vezető Királyok útja kötötte össze a maga 2575 km hosszával. Dareiosz figyelme Kr. e. 512-ben Európa felé fordult. A szkíta törzsek elleni hadjárat során sikerült Thrákiát is elfoglalnia, majd Kr. e. 499-ben Hellász megtámadására is talált okot, ekkor lázadtak fel ugyanis a görög városállamok. A felkelés eltiprását követően Dareiosz lábai előtt hevert egész Görögföld. Kr. e. 492-ben Dareiosz veje, Mardoniosz indult meg a félsziget északi területeinek meghódítására, de visszavonult, amikor egy villámcsapás során hajói százait elvesztette. Két évvel később a perzsák elfoglalták az Égei-tenger északi szigeteit, ám Marathónnál 25 000 fős hadseregükre döntő vereséget mért a görög hadrend. A hódító perzsa királyt – halálát követően –, Kr. e. 486-ban fia, Xerxész követte a trónon, aki az egész Perzsa Birodalomból összeszedett, gigantikus méreteket öltő seregével átkelt a Hellészpontoszon. A hadjárat megindításában szerepet játszott az a tény, hogy a görögség nem volt egységes, hisz Boiótia és Thesszália arisztokráciája a perzsák mellett volt. Hérodotosz történetíró adatai alapján a perzsák hadserege 150 000 gyalogosból, 80 000 lovasból állt, amelyhez 3000 személyszállító és 1200 hadihajó tartozott, melyek jó része kb. 35-40 méter hosszú, keskeny triérész volt. E hatalmas sereg Szalamisznál, illetve Plataiainál ütközött meg a görögök ármádiájával.

## Az ütközet előzményei
Xerxész – abban a hiszemben, hogy egyszer Görögország ura lehet – a Hellészpontosz (a mai Dardanellák) két partját hajóhíddal kötötte össze; így lehetővé tette, hogy a perzsa hadsereg átkeljen Kis-Ázsiából Európába. Dél felé haladva minden városállamot feldúltak, csupán a Thermopülai-szorosnál sikerült őket néhány napra feltartóztatni, mindaddig amíg a perzsák egy áruló segítségével, egy titkos hegyi ösvényről, hátulról csaptak le a spártaiakra és valamennyi védőt lekaszabolták. Athén és az Akropolisz feletti diadalát követően az athéniak Szalamisz szigetére menekültek, ezért került sor itt e végzetes kimenetelű csatára. Xerxész hatalmas győzelmet remélt az óriási nagyságú haderő birtokában, hiszen a hajóhad szerte az egész Perzsa Birodalom flottáiból lett toborozva. Fönícia, Egyiptom, valamint Ciprus nagy tehetségű navigátorai és hajósai is részt vettek a hadjáratban, sőt a hajók legénysége is részben egyiptomi, kis-ázsiai, föníciai, júdeai és az arab területek nemzetiségéből került ki; ezzel szemben a görögök flottáját a Hellász városállamaiból érkezett hajóhadak tették ki, amelyek közös ellenségük legyőzésére egyesültek.
 A 366 triérészből 89 Spártából, 97 a Kükládok szigetvilágából érkezett, míg a Themisztoklész által irányított, frissen épített athéni hajók száma 180 volt. A görög flotta vezetőjének a spártai származású Eurübiádészt választották, a hadrendet és a stratégiát azonban Themisztoklész, az athéni filozófus dolgozta ki. Themisztoklész azt gondolta, hogy tíz évvel a marathóni vereség után a perzsák ismét támadni fognak. Ezért az eltelt évek alatt – az Athén és Aigina szigete között dúló háború ürügyén – az athéni hajóflotta megerősítését és bővítését sürgette. Kiváló stratégiai érzékkel pontosan felmérte ugyanis, hogy a perzsa invázió sikere azon áll vagy bukik, hogy Xerxész képes-e biztosítani a tengeren óriási serege utánpótlását. A szalamiszi ütközetre az athéniak már 200 – egyenként 50 tonnás – háromsoros evezős gályát birtokoltak. Ehhez még a további városállamok is hozzáadták saját hajóikat, így a görögök összesen 380 hajóval szálltak szembe a perzsák seregével. Eurübiadész és több más kapitány a korinthoszi Iszthmosz szigetére akart visszavonulni, Themisztoklész azonban meggyőzte, hogy a győzelem esélyesebb, amennyiben a Szalamisznál található szorosnál ütköznek meg az ázsiai néppel. A görögök már napokkal a csata előtt hadrendbe álltak, így volt idejük éjszakánként pihenni, ezzel szemben a perzsák kénytelenek voltak hajózni a szoros irányába, ezért nem pihenhették ki magukat.
Hérodotosz szerint a perzsákat a tenger sem fogadta kegyeibe, mert a Szépia-foknál egy viharban a hajók csaknem egyharmada elsüllyedt vagy annyira megrongálódott, hogy szárazföldre kellett őket vontatni. Mindjárt két vihart is emleget, amelyek miatt először 400, majd 200 másik hajó süllyedt el. Ez azonban csak írói képzelet, ami ahhoz kellett, hogy megmagyarázza, miért nem volt 1327 hajója Xerxésznek. Ugyanis ennyivel indult el. Valójában az 1327 hajóból 674 gálya a hellészpontoszi hidat alkotta, ezeken kelt át a perzsa sereg Európába. Így máris csak 653 hajó maradt, amelyből legalább százat elvesztettek az artemiszioni győztes csata alkalmával. Így a perzsa hajóhad 500–550 hajónál többel nem rendelkezett. Ezen hajók nagyobb része is kereskedelmi hajóból átalakított, nehézkes gálya volt.
Emellett a görögök a perzsákkal ellentétben sokkal tapasztaltabbak, tehetségesebbek voltak hajózás terén, ráadásul a navigációt hazai vizeken kellett végrehajtani, s ez még nagyobb ösztönzést adott. Azonban még így, megtépázottan is félelmetes erőt jelentett az a hajóhad, amelyben számos tengeri nép hajózó- és harci tudománya koncentrálódott, bár igazán csak a föníciai hajóknak voltak nagyobb tapasztalatuk és képességük, hogy a görög hajókkal szembeszálljanak. A vezérek közül nagy hírnévre tett szert a halikarnasszoszi Artemiszia Kósz, Niszürosz és Kalümnosz szigeteinek királynője, aki a perzsa flotta egyik legerősebb hajórajának volt a parancsnoka. Több athéni hajót is elsüllyesztett, miután athéni zászlókat vont fel saját hajóin és a csellel megtévesztette a görögöket.

## A csata

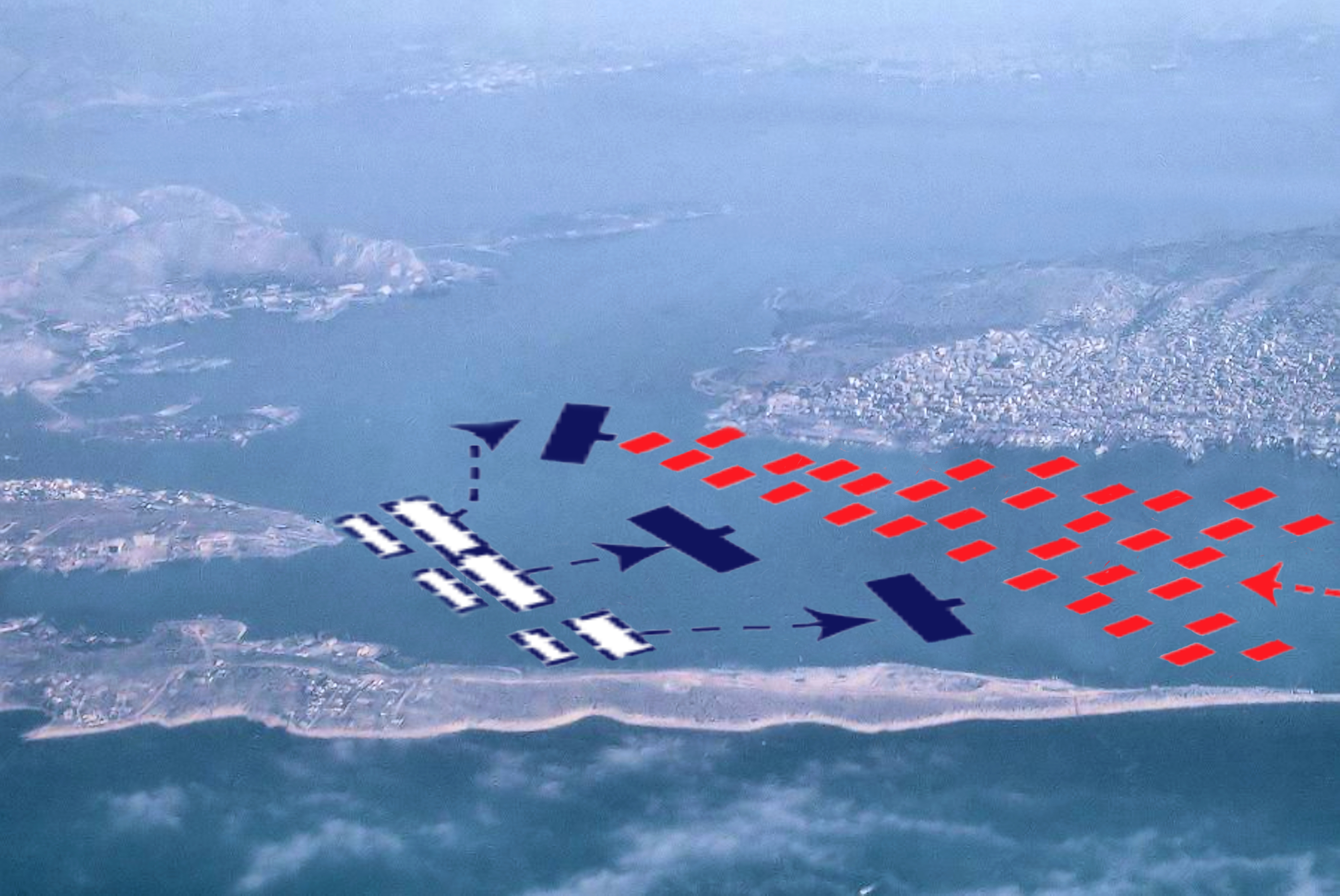
A csatarend. A perzsa flotta (piros színben) keletről (jobbról) támad, a görög flotta (kék színben) a szoros határain belül szembeszállt velük

Szeptember 22-ének hajnalán már mindkét fél felkészült a csatára. A közeledő perzsa flotta bal szélén nyomult előre a föníciai hajóraj, a jobb oldalon haladtak az ióniai görög városállamok hajói a perzsákkal szövetséges Milétoszból, Szamothrakéból és Epheszoszból. A flotta derékhadát a kis-ázsiaiak alkották babiloni és méd íjászokkal. Szemben velük felsorakoztak a görög gályák: jobb oldalon az athéni, balra a spártai, középen pedig a kükládiai hajók. Themisztoklész cselhez folyamodott: elküldte egyik szolgáját a perzsákhoz azzal a hírrel, hogy a görög hajóflotta visszavonul. A perzsák így annak érdekében, hogy a Szalamisz körüli öböl mindkét kijáratát lezárhassák, kettéosztották flottájukat. Ezen kívül a Pireusz felé vezető bejáratnál, a Pszütaleia-szigeten is tettek le csapatokat. A csel bevált, s a perzsák indították meg a támadást, a görögök pedig folyamatosan visszahúzódtak, hogy kikerüljék őket, becsalogatva a perzsa hajókat ezzel a keskeny szorosba. Miután a perzsa flotta nagy része már a szűk szorosban helyezkedett el, lehetetlenné vált a manőverezés, a görög gályák ellentámadásba lendültek. A perzsák először csak a görögök csatakiáltását, a karimarit hallották, majd látták, hogy a görög háromsorevezősök iszonyatos sebességgel megindultak feléjük. A három evezősoros görög hadihajók szélviharként csaptak le a perzsa hajóhadra. A gályák – orrukon súlyos, bronzborítású, csőforma döfőorral – az ellenséges hajókra rontottak, szétforgácsolták evezőiket, bezúzták az oldalukat, és lékeket lyukasztottak rajtuk a vízvonal alatt. A használhatatlanná vált, vízzel megtelt hajók perzsa legénysége a gályapadokon fulladt vízbe, vagy a görög hajókról érkező lándzsaszúrások végeztek velük. Az athéni hajók bronzból készült orra sorra tépte fel a perzsa hajók oldalát. A perzsák ekkor döbbentek rá, hogy elszámították magukat és kétségbeesetten próbáltak a bajból – ezzel együtt a szorosból is – kilábalni, de csak saját támadó hajóikkal gabalyodtak össze. Hajók százai sodródtak szorosan egymás mellé, így fedélzetük tág teret kínált a kézitusára. Az összecsapásban az athéni hopliták fölénye a föníciai tengerészekkel szemben a csata kimenetele szempontjából döntő volt. A kiválóan képzett hopliták a kézitusában messze felülmúlták a perzsa harcosokat is. Csak az ióniai görögök tudták egyenlő eséllyel felvenni ellenük a harcot.
A csata már fentebb említett szereplője, a halikarnasszoszi I. Artemiszia királynő, miközben az athéni háromevezősök elől menekült, megpróbálta úgy megtéveszteni őket, hogy egy perzsa hajóba hajtott, méghozzá olyan intenzitással, hogy az elsüllyedt. Xerxész, aki nagyszámú kíséretével az Aegalosz-hegy lejtőin foglalt helyet, hogy onnan kísérje figyelemmel az ütközetet, azt hitte, Artemiszia görög gályát süllyesztett el, s embereihez így szólt: A perzsa férfiak asszonyokká válnak, az asszonyok pedig férfiakká. 
A délelőtt folyamán a csata már egyre inkább menekülésbe torkollott. A pireuszi kikötőnél állomásozó perzsa hajók nem fértek el azok mellett, amelyek még mindig támadni óhajtottak, s ekkor egy harminc egységből álló aiginai hajóraj oldalba kapta őket, amely mindaddig az Ambelaki-öbölben rejtőzködött. Az elsöprő erejű támadás hatására az összetorlódott perzsa triérészek között kitört a pánik. A kegyelmet nem ismerő görögök meglékeltek, s kiraboltak számtalan perzsa hajót. (Aiszkhülosz, aki szintén harcolt Szalamisznál és a Perzsák című drámájában örökítette meg a nevezetes nap borzalmait és diadalát, azt írja, tengeri roncsok és hullák borították a területet, s hogy a görögök „törött evezőkkel és gerendadarabokkal úgy ütlegelték az ellenséges katonákat, mint a halakat.” Hérodotosz beszámolójában a perzsák 200 hajót, viszont a görögök csak 40-et veszítettek el a csata során. Közben a Pszüttaleiát megszálló perzsa helyőrségre lecsaptak Ariszteidész athéni hoplitái, és valamennyiüket lemészárolták. A perzsák veresége így katasztrofális méretűvé vált.

### Utórezgések
A csata után Xerxész, tartva attól, hogy a görögök szétrombolják hajóhidukat a Hellészpontoszon, visszavonult Kis-Ázsiába, eközben parancsnokát, Mardonioszt nagy seregkülönítménnyel Észak-Hellászban hagyta. A következő évben Mardoniosz délebbre vonult, s kiűzte Athén népét az Akropoliszról, Spárta azonban besegített; csapataikkal Plataiai városáig visszaszorították a támadó perzsákat. Egy athéni, spártai és korinthoszi katonákból álló sereg Pauszaniasz vezetésével letáboroztak az Aszóposz folyó mellett. A két harcoló fél két hétig nem reagált agresszívan, de ezt követően Mardoniosz kiadta a parancsot a görögök megtámadására.
Pauszaniasz visszaverte az érkezőket, majd seregét éjszaka átrendezte, azonban nem tökéletesen; reggelre ugyanis a jobb szárnyon akadt egy rés, a perzsák ezt kihasználva továbbtámadtak, nyílzáportól szenvedve közeledtek a spártaiak, lekaszabolták a perzsákat, maga Mardoniosz is itt vesztette életét. A vert perzsa sereg Thesszália felé menekült el.
A csatát követően rengeteg perzsa ékszerre találtak a görögök, az aranykard, díszesen kihímzett sátor (mely egykor Xerxészé, legutóbb Mardonioszé volt). A kincsek egytized része beolvasztásra került, s egy háromlábú üstöt készítettek belőle a delphoi jósda számára, hogy mindig emlékezzenek erre a hatalmas, erőt próbáló győzelemre.

## Következmények
A szalamiszi győzelem véget vetett a perzsák égei-tengeri uralmának. Perzsia már nem volt képes komolyan veszélyeztetni a görögök függetlenségét. Ellenkezőleg, a Nagy Sándor által, makedón hegemónia alatt egyesített görögség a következő században végleg megpecsételi a perzsák sorsát.